# ایستگاه متروی دانشگاه شریف
ایستگاه متروی دانشگاه شریف  یکی از ایستگاه‌های متروی تهران است که در شمال دانشگاه صنعتی شریف (دانشگاه صنعتی آریامهر سابق) در تهران احداث شده است. این ایستگاه در خط ۲ متروی تهران واقع شده و قرار است ایستگاه تقاطعی خط ۲ و خط ۸ متروی تهران شود.
راه‌های دسترسی به دانشگاه شریف از طریق مترو، این ایستگاه از طریق درب شمالی دانشگاه (درب انرژی دانشگاه شریف) و ایستگاه مترو حبیب الله از طریق سردرب اصلی دانشگاه در خیابان آزادی است.